# Calumma capuroni
Calumma capuroni är en ödleart som beskrevs av  Brygoo BLANC och DOMERGUE 1972. Calumma capuroni ingår i släktet Calumma och familjen kameleonter. IUCN kategoriserar arten globalt som sårbar. Inga underarter finns listade.